# Dever
Dever ist der Familienname folgender Personen:
- Edmonde Dever (1921–2004), ehemalige belgische Diplomatin
- James Dever (1825–1904), kanadischer Politiker
- James C. Dever (* 1962), US-amerikanischer Jurist
- Joe Dever (1956–2016), englischer Videospielentwickler
- Juliana Dever (* 1980), US-amerikanische Schauspielerin und Filmproduzentin
- Kaitlyn Dever (* 1996), US-amerikanische Schauspielerin
- Patrick Dever (* 1996), britischer Langstreckenläufer
- Paul A. Dever (1903–1958), US-amerikanischer Politiker
- Seamus Dever (* 1976), US-amerikanischer Schauspieler
- William Emmett Dever (1862–1929), US-amerikanischer Politiker
- William G. Dever (* 1933), US-amerikanischer Archäologe

Siehe auch:
- Devers